# 파스타
파스타(이탈리아어: pasta)는 이탈리아의 밀 식품이다. 듀럼밀 세몰라에 물을 섞거나 밀가루에 달걀을 섞어 부풀리지 않고 반대기를 지어서 국수 등의 형태로 만든 음식이며, 삶거나 구워 먹는다. 이탈리아의 주식이며, 국민 음식 가운데 하나로 여겨진다.

## 이름
이탈리아어 "파스타(pasta)"는 "반죽, 페이스트"를 뜻하는 명사이다.

## 역사

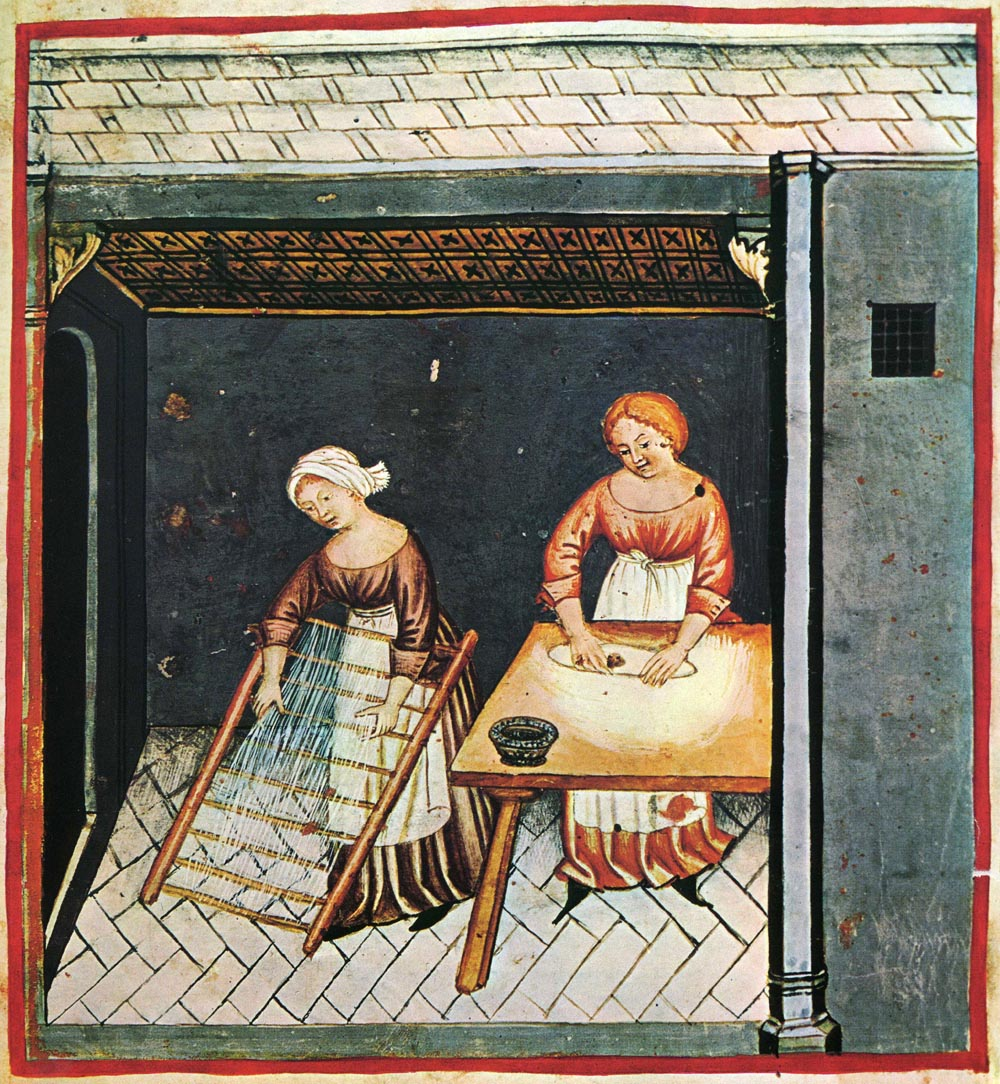
파스타 만들기; 15세기의 저서 타퀴눔 사니타티스의 삽화로, 이븐 부틀란이 아라비아 작품인 Taqwīm al-sihha를 라틴어로 번역한 것이다.

2세기경 그리스의 의사 갈레노스의 저서에는 밀가루와 물을 함께 혼합해서 만든 itrion이라는 말이 언급되어 있다. 예루살렘 탈무드에 기록된 itrium은 삶은 반죽 종류로, 팔레스타인에서 3세기부터 5세기까지 먹었으며, 9세기의 시리아의 의사이자 사서학자인 Isho bar Ali가 편찬한 사전에는 아라비아 어원을 가지고 있으며, 세몰리나로 만들어 말려서 요리하는 끈같은 모양의 itriyya에 대해서 설명하고 있다. 무함마드 알 이드리시의 지리학 저서에는 1154년 시칠리아 로저 2세 시대의 자료를 편찬하면서 노르만 시칠리아에서 생산하고 수출하는 이트리야 (itriyya)에 대해 언급하고 있다.
말단의 서부에는 Trabia라고 불리는 즐거운 곳이 있다. 이곳의 영원히 흐르는 강은 많은 밀을 흘러갈 수 있게 한다. 이 지방의 거대한 건물에서는 사람들이 칼라브리아, 무슬림과 기독교 국가에 보낼 막대한 양의 이트리야를 만든다. 매우 많은 양이 배로 수송된다.
이트리야는 이탈리아에서 trie로 알려졌는데 이 말은 tagliatelli와 같이 길다란 끈을 의미하는 말이었다. 이트리야의 형태 중 하나로 오랜 역사를 지닌 laganum (복수형 lagana)은 라틴어로 얇은 면 반죽을 뜻하며, 이탈리아에서는 "라사냐"로 알려졌다.
기원전 1세기 호라티우스의 저서에는 lagana를 기름으로 튀긴 얇은 반죽이며, 일상식이었다고 쓰고 있다. 2세기 때 나우크라티스의 아테나이오스의 저서에는 1세기 때 쓰여진 티아나의 크리시포스의 lagana 요리법이 나와있다. 이 요리법에서는 으깬 상추액과 밀가루로 만든 얇은 면 반죽에 양념을 한 후 기름에 바싹 튀기는 방법을 쓰고 있다. 5세기 초에 쓰여진 요리책에는 고기가 들어간 얇은 층으로 된 면 반죽이 들어가는 요리 lagana에 대해서 설명하고 있는데, 오늘날의 음식인 라사냐의 원형이라고 볼 수 있다. 그러나 이 반죽을 요리하는 과정은 지금의 드라이 파스타나 프레시 파스타와는 많이 다르다. 이탈리아 시대에서 파스타에 대한 구체적인 자료가 등장한 때는 13에서 14세기 사이였다.
한편, 중국에서도 기원전 2000년부터 잡곡으로 만든 국수를 먹어왔지만, 듀럼밀은 후세까지 알려지지 않았다. 마르코 폴로가 중국에서 파스타를 들여왔다는 가설은 미국의 잡지 〈마카로니 저널〉에서 나왔다. 이 잡지는 미국의 파스타 판매를 촉진하기 위해 식품 회사 협회가 출간한 것이었다. 마르코 폴로가 동방견문록에서 "라가나" (lagana)와 유사한 음식에 대해서 묘사하고 있지만, 이것은 그가 잘 알고 있던 단어를 사용한 것일뿐이다. 국제 마카로니 제조업자 협회에 따르면 오늘날의 듀럼밀로 만들어진 파스타는 아랍인이 시칠리아를 지배하였을 때 들어온 것이다.
파스타는 그리스 신화에서 헤파이스토스가 파스타 제조 기구를 발명했다는 설과 기원전 5세기경에 이탈리아 중서부의 고대국가인 에트루리아족이 만들어 먹었다는 설 등 그 기원에 대해 아직까지 여러 가지 이설이 있다.

## 종류

### 재료와 제조 방식

#### 건파스타

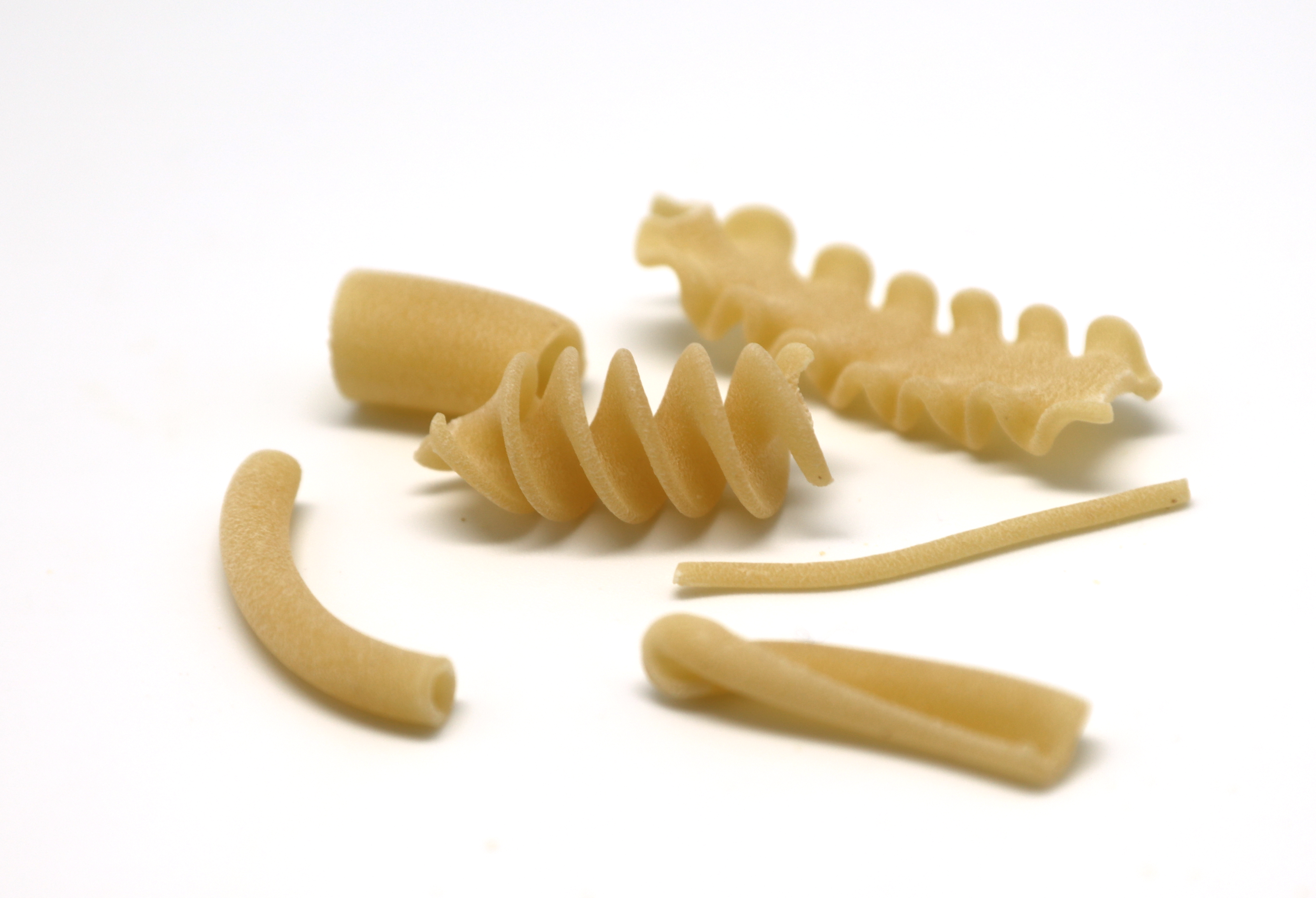
여러 가지 건파스타

건파스타(乾pasta, 이탈리아어: pasta secca 파스타 세카[*]) 단순한 튜브 형태에서부터 나비넥타이 모양에 이르기까지 약 350종이 존재한다. 덥고 건조한 날씨에도 오랫동안 보관할 수 있어서 주로 이탈리아 남부에서 사용한다. 건파스타는 "듀럼밀"로도 불리는 경질밀(grano duro) 세몰라와 물을 사용하여 만든다. 듀럼밀을 갈아 만든 거칠고 날카로운 입자 형태의 황갈색 세몰라는 파스타를 만드는데 적합하다. 이는 듀럼밀이 글루텐을 많이 함유하고 있어 녹말 입자가 쉽게 파괴되기 어렵고 수분 흡수를 조절하며, 지나치게 부풀어 오르지 않아 파스타의 형태를 단단하게 유지하기 때문이다 대부분의 건파스타는 압출성형 공법을 통해 상업적으로 생산되지만, 집에서도 만들 수 있다. 재료는 같은 재료를 사용하여 만들어도 이탈리아의 건파스타는 일반적으로 다른 곳의 건파스타보다 훨씬 우수한데 그 이유는 특유의 압출과 건조 방식에 있다. 건파스타는 모양이 복잡할수록 소스를 잘 붙잡아두는데, 봉긋하게 솟아 있거나 움푹 팬 모양은 파스타를 구리 틀에서 짜내는 압출과정에서 만들어진다. 구리 틀은 값도 비싸고 금방 못 쓰게 되는 단점이 있지만, 이탈리아에서는 최고의 건파스타를 만들기 위해 구리 틀을 일반적으로 사용한다. 반면 철로 만든 틀을 사용하는 다른 나라들의 파스타는 면이 너무 매끈해 소스와 잘 어우러지지 못하는 경우가 많다. 건파스타를 만들 때는 온도와 시간도 매우 중요한데, 대량 생산되는 파스타는 짧은 시간에 너무 높은 온도에서 건조하기 때문에 이탈리아의 전통 파스타보다 질이 떨어진다.

#### 생파스타

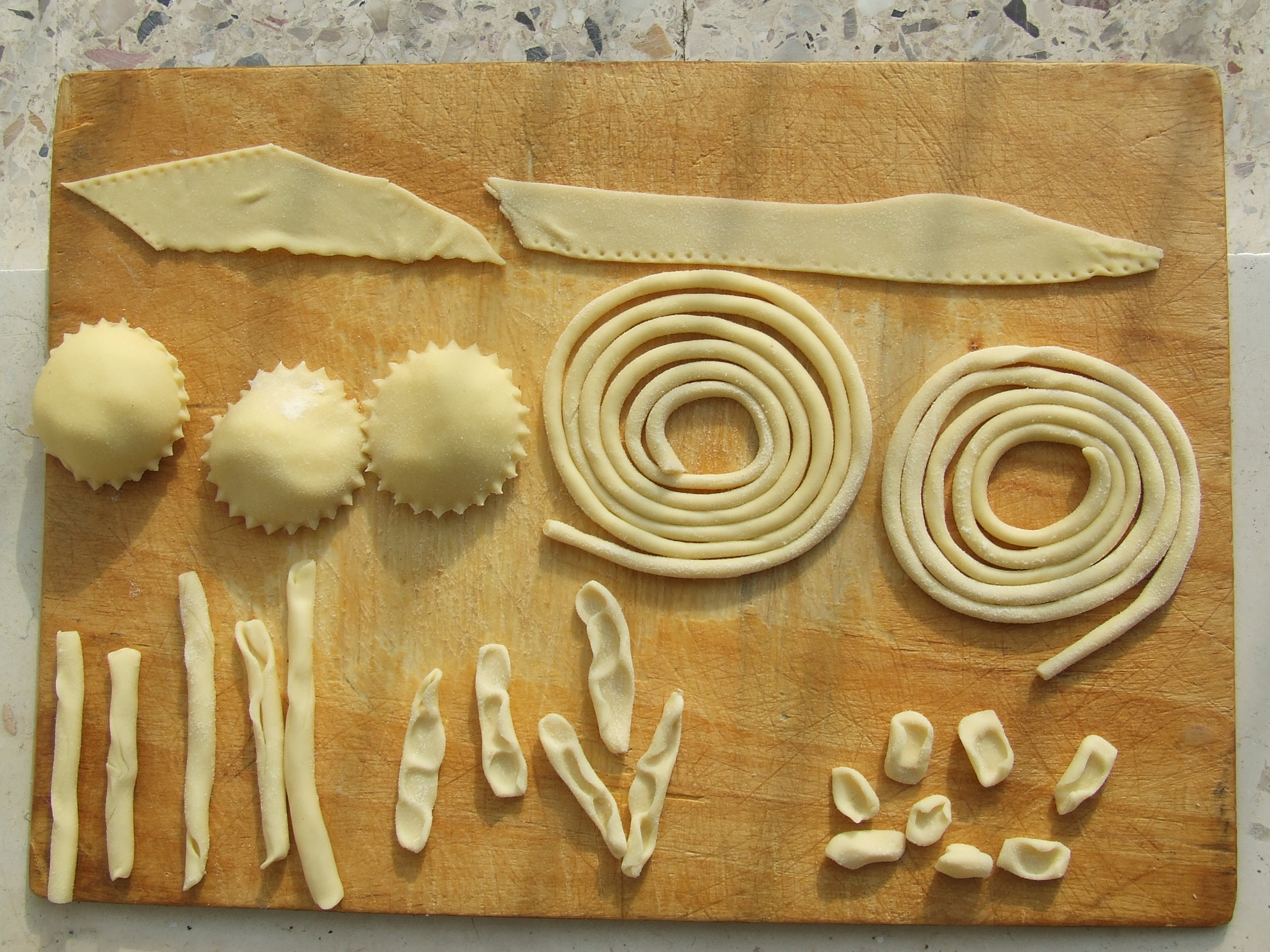
여러 가지 생파스타

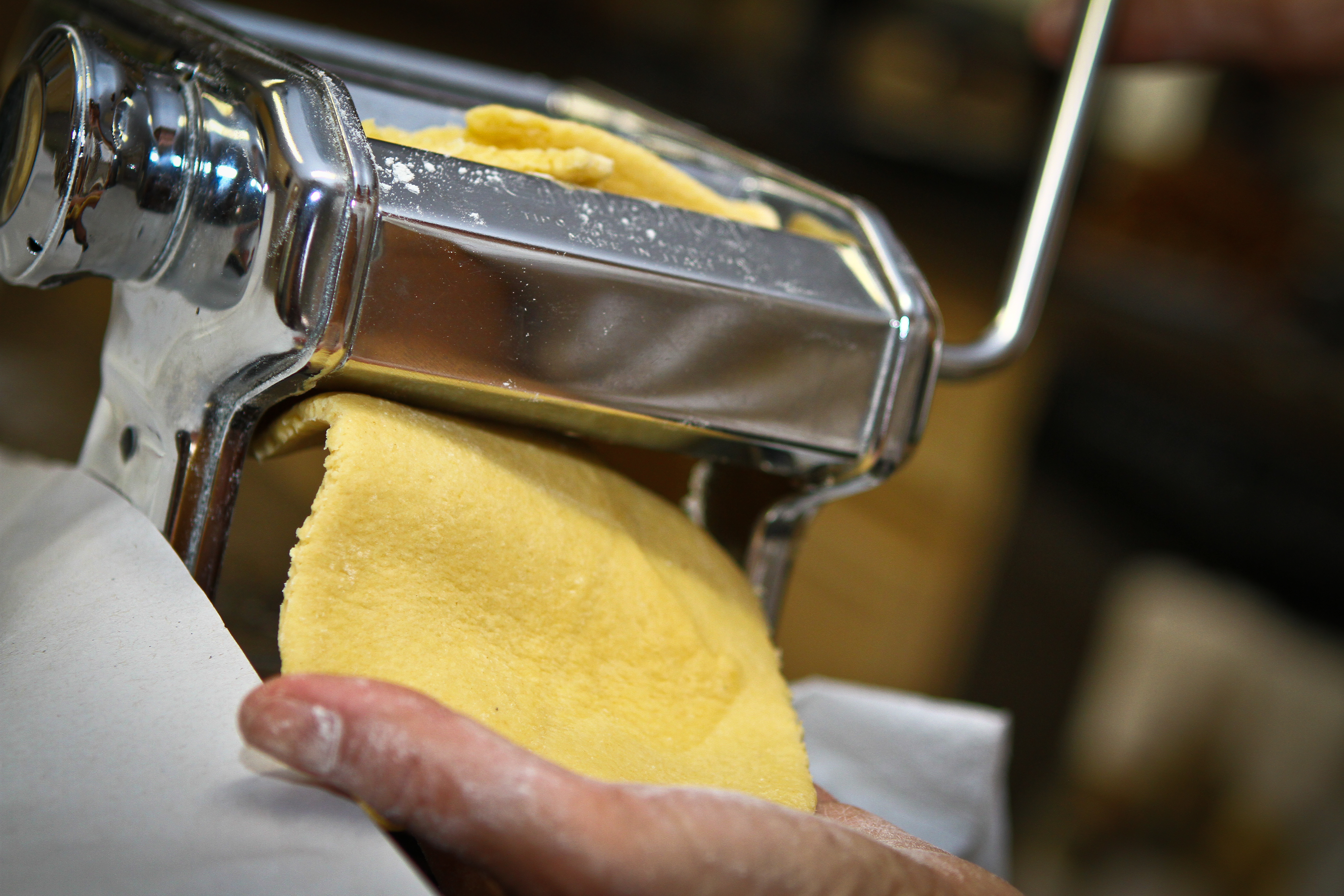
파스타기로 스폴리아를 뽑는 모습

생파스타(生pasta, 이탈리아어: pasta fresca 파스타 프레스카[*])의 경우 전통적으로 수작업을 통해 만들어지며, 때때로 간단한 기계(파스타기)의 도움을 받기도 한다. 식료품 가게에서 구입하는 생파스타는 기계에 의해 상업적으로 생산된다. 연질밀(grano tenero) 가루와 달걀에 물이나 올리브 오일을 더해 만드는 생파스타는 토양이 비옥하고 달걀이 풍부한 이탈리아 북부 지방에서 주로 사용된다. 달걀이 들어간 파스타를 "달걀 파스타(pasta all'uovo)"라 부르기도 한다. 생파스타를 만드는 반죽의 반대기는 "스폴리아"라 불린다. 건파스타가 주를 이루는 남부 지방에서는 특별한 날에 라비올리나 칸넬로니처럼 소를 넣은 생파스타를 만들어 먹는다. 일반적으로 그날 만든 생파스타 요리를 대접하는 것은 손님에 대한 정성과 그 집의 뛰어난 요리 솜씨를 보여주는 것이라 여겨진다. 그러나 생파스타가 건파스타보다 본질적으로 더 우수한 것은 아니다. 단지 어디에 쓰이냐에 따라 면이 달라질 뿐이다. 즉 어떤 파스타는 생파스타로만, 어떤 파스타는 건파스타로만 만들고 둘 다 가능한 것도 있다. 생파스타는 에밀리아로마냐 지방의 것을 최고로 친다. 이곳의 생파스타는 보통 크림 소스나 버터와 샐비어로 만든 간단한 소스와 함께 먹고, 여름철에는 가벼운 토마토 소스에 먹기도 한다.

### 모양
건파스타와  생파스타 모두 다양한 모양과 변형을 가지고 있다. 파스타의 구체적인 형태는 310개로, 기록된 파스타의 이름은 1,300개가 넘는다. 이탈리아에서 일부 파스타의 모양이나 종류는 지역에 따라 다양하다. 예를 들어 파스타 모양인 카바텔리는 마을과 지역에 따라 부르는 이름이 달라 총 28개의 이름을 가지고 있는 것으로 유명하다. 파스타의 일반적인 모양은 긴 형태, 짧은 형태, 튜브, 납작한 형태, 시트, 수프를 위한 미니어처 형태, 속을 채우는 형태, 지역 특산품, 또는 장식품 등이 포함된다.

#### 긴 파스타

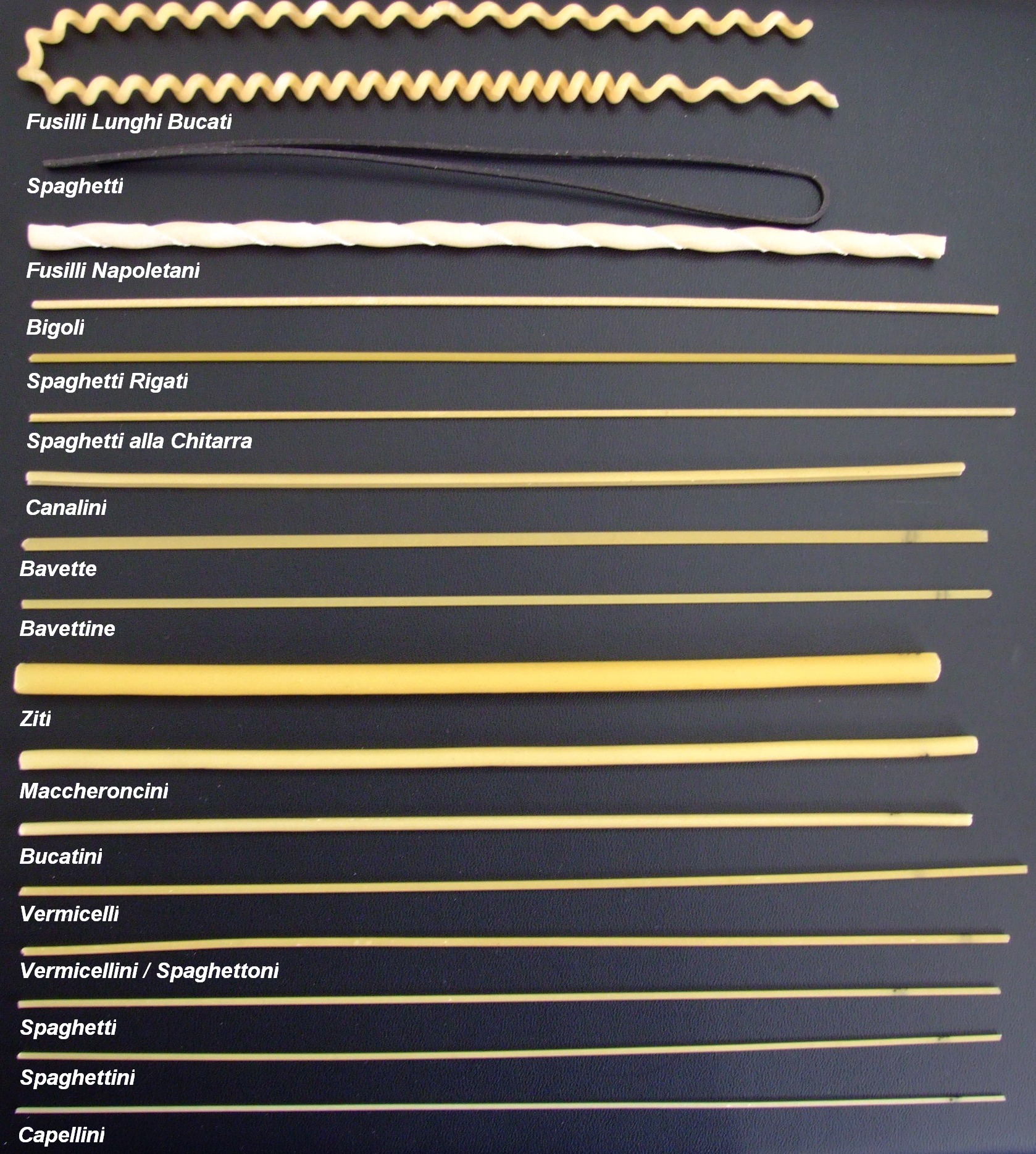
긴 파스타

- 링귀니
- 마케론치니 디 캄포필로네
- 마팔데
- 메지 치티
- 바베테
- 베르미첼리
- 부시아티
- 비골리
- 사녜
- 샬라티엘리
- 스파게티
- 카펠리니
- 트레네테
- 트로콜리
- 트리폴리네
- 파파렐레
- 피치

#### 둥지 모양 파스타

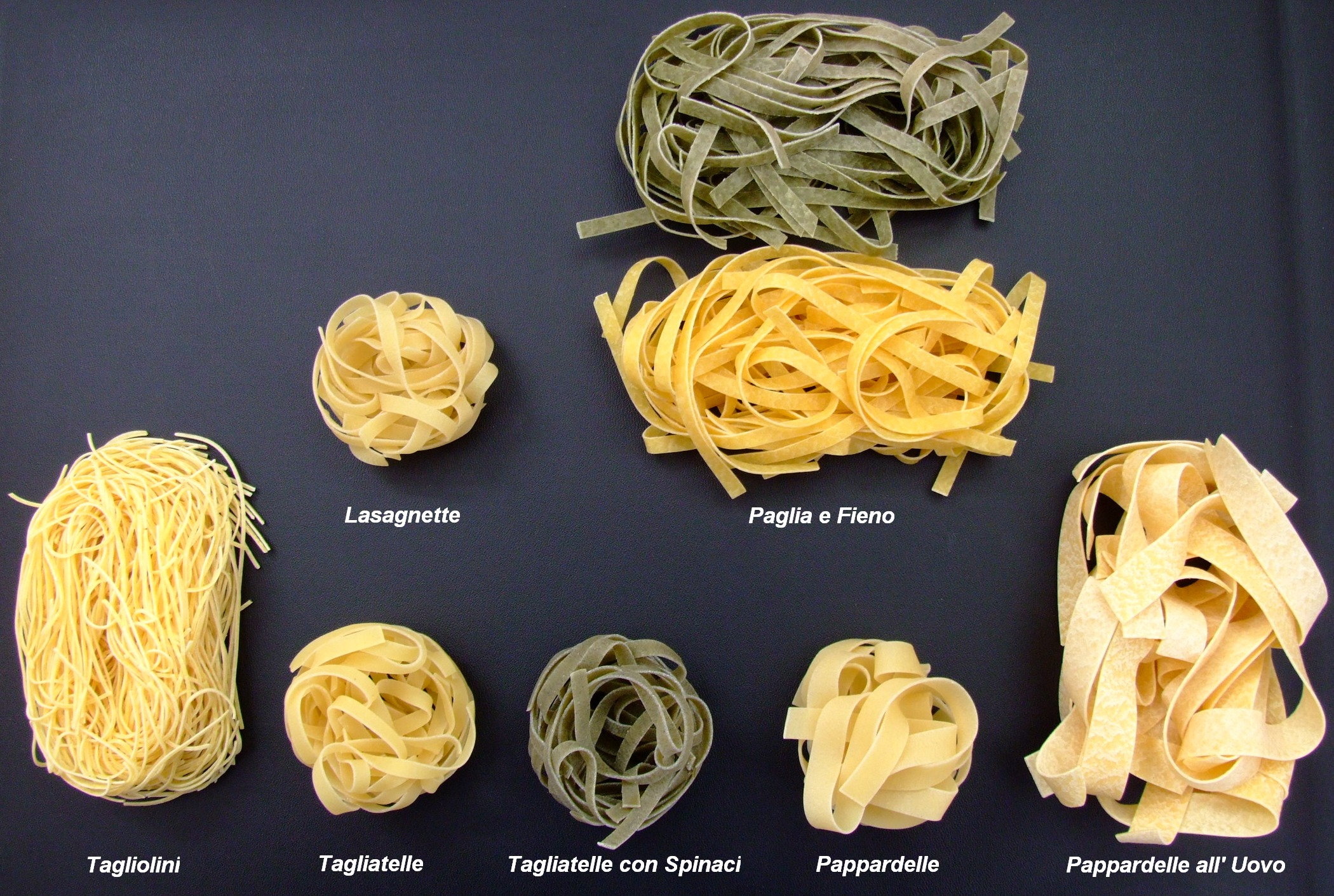
달걀 파스타

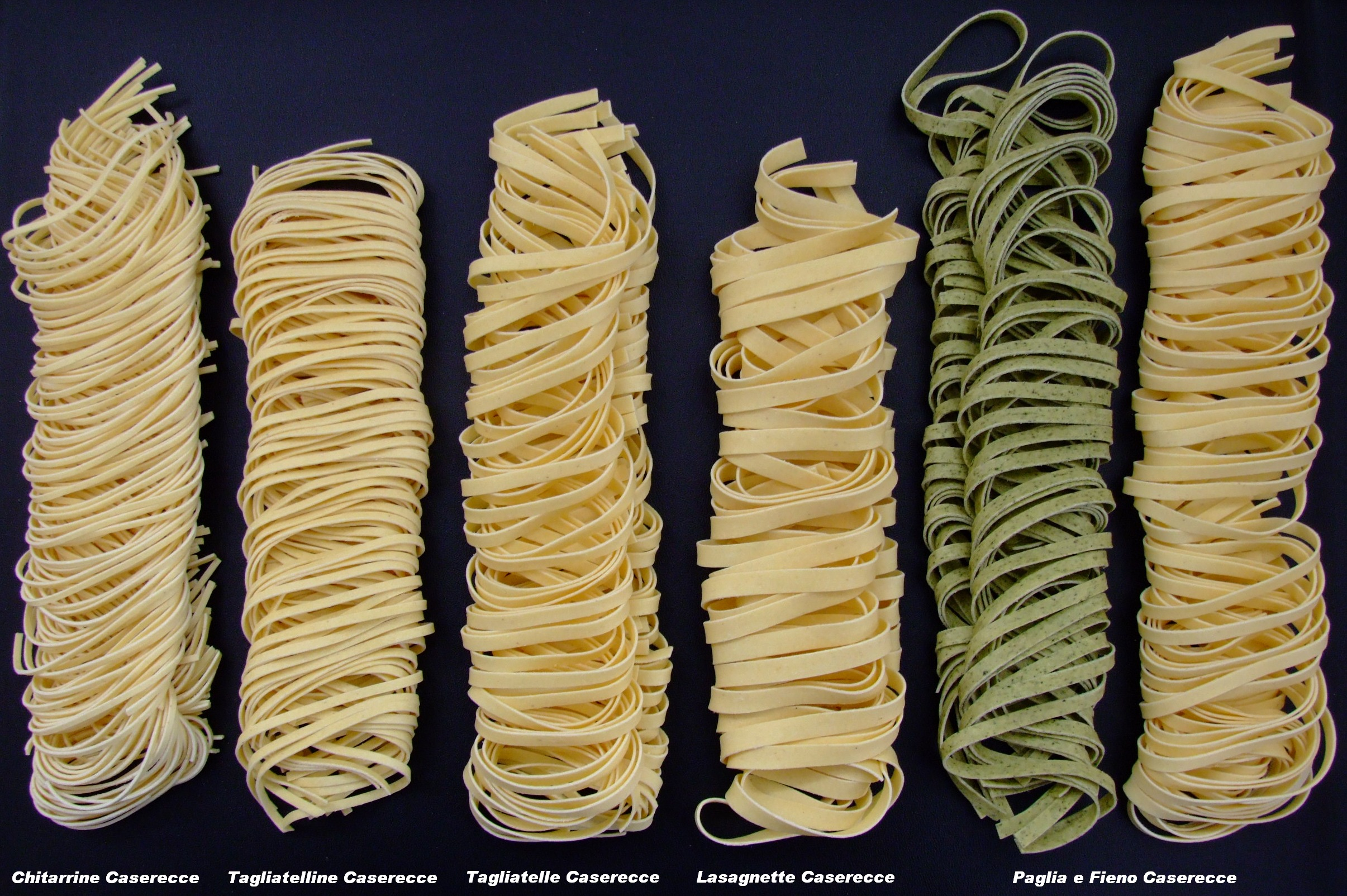
생파스타

- 라사냐
- 라사녜테
- 라이나
- 스트란고치
- 카카벨레
- 카펠리 단젤로
- 탈리아텔레
- 탈리올리니
- 파파르델레
- 페투치네
- 피초케리

#### 구멍 뚫린 파스타

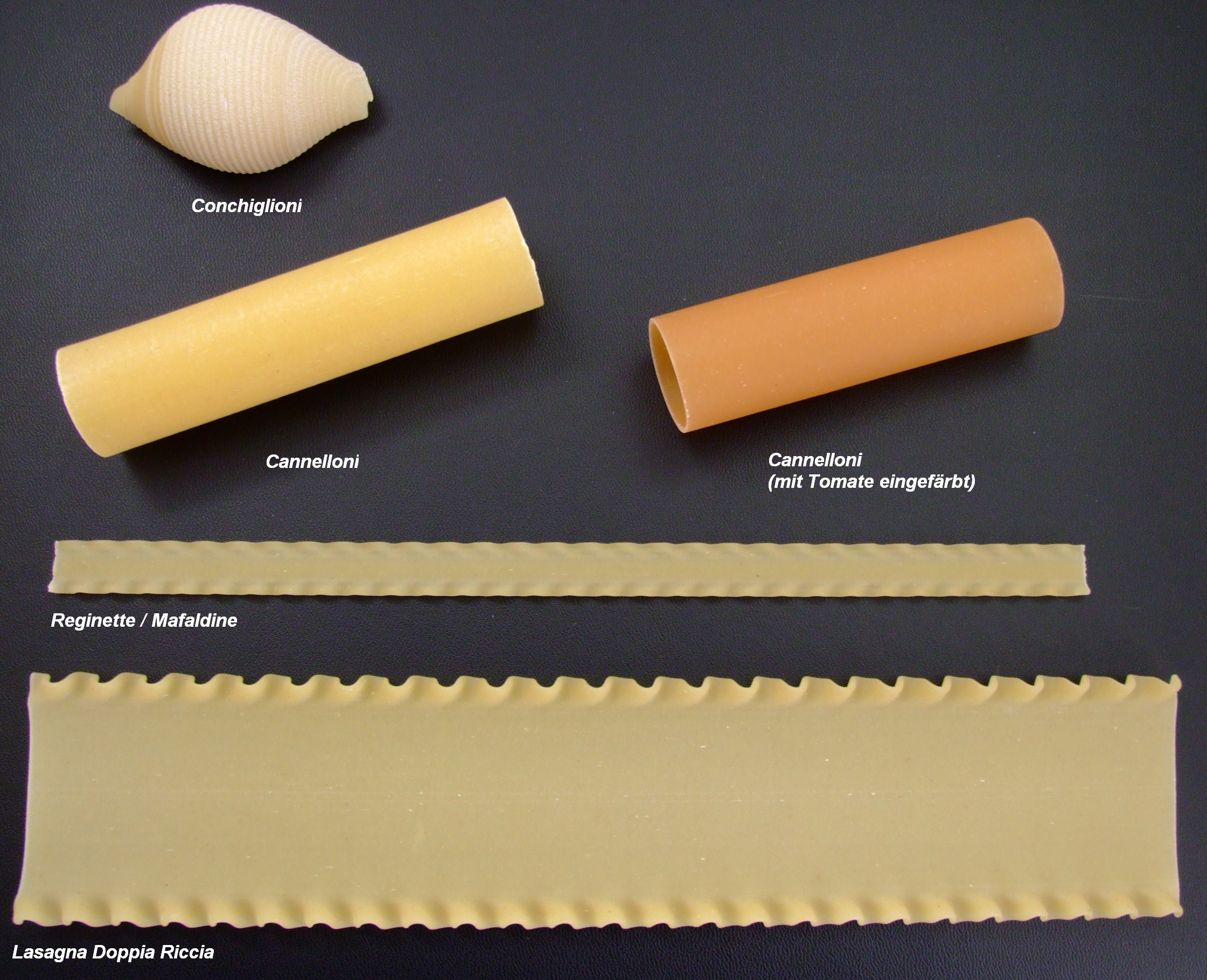
파스타 알 포르노용 파스타

- 가르가넬리
- 리가토니
- 마카로니
- 마카루니
- 부카티니
- 세다니
- 오키 디 루포
- 치티
- 카바타피
- 칸넬로니
- 칼라마라타
- 토르틸리오니
- 파케리
- 펜네
- 필레야

#### 짧은 파스타

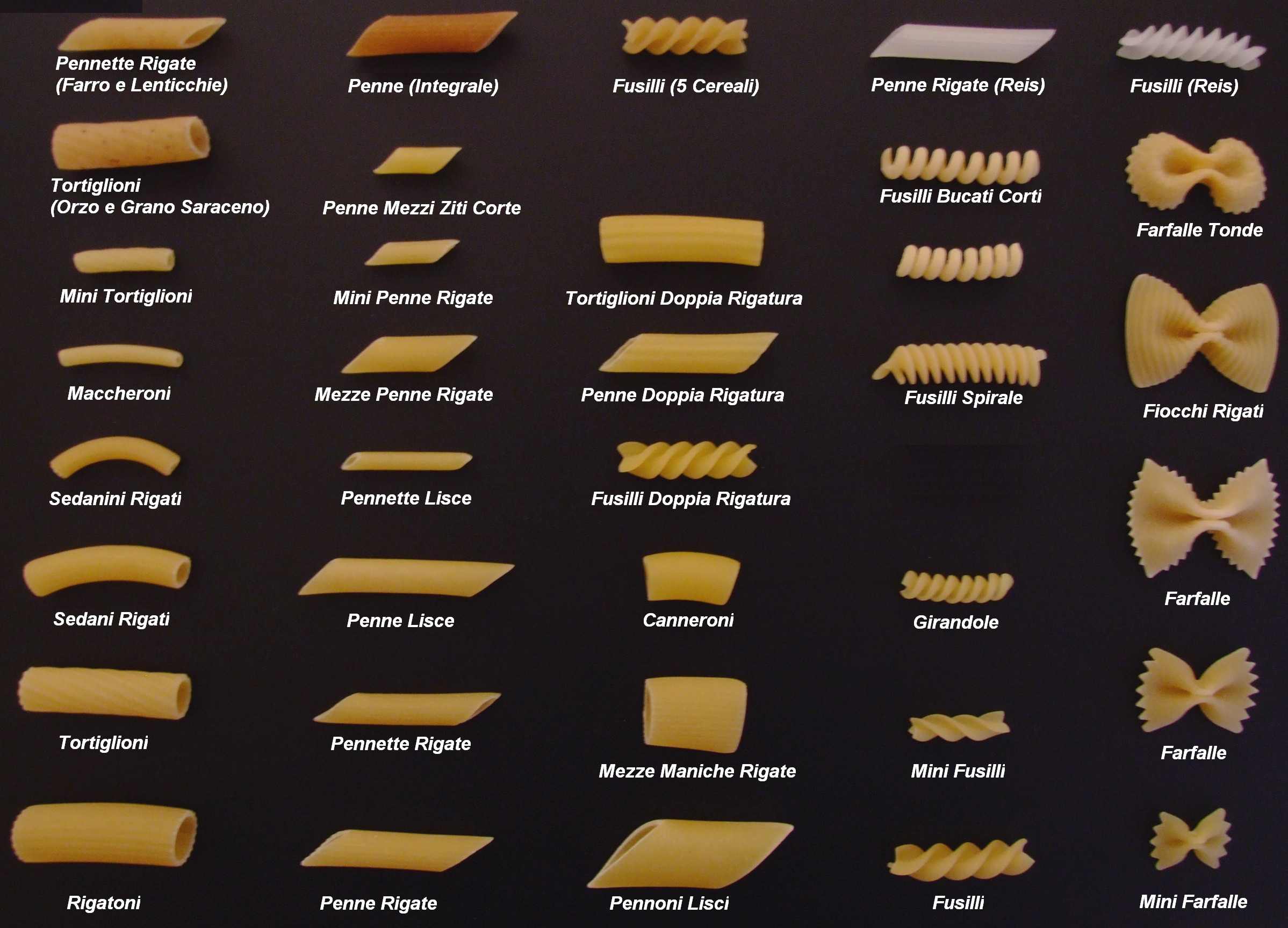
짧은 파스타

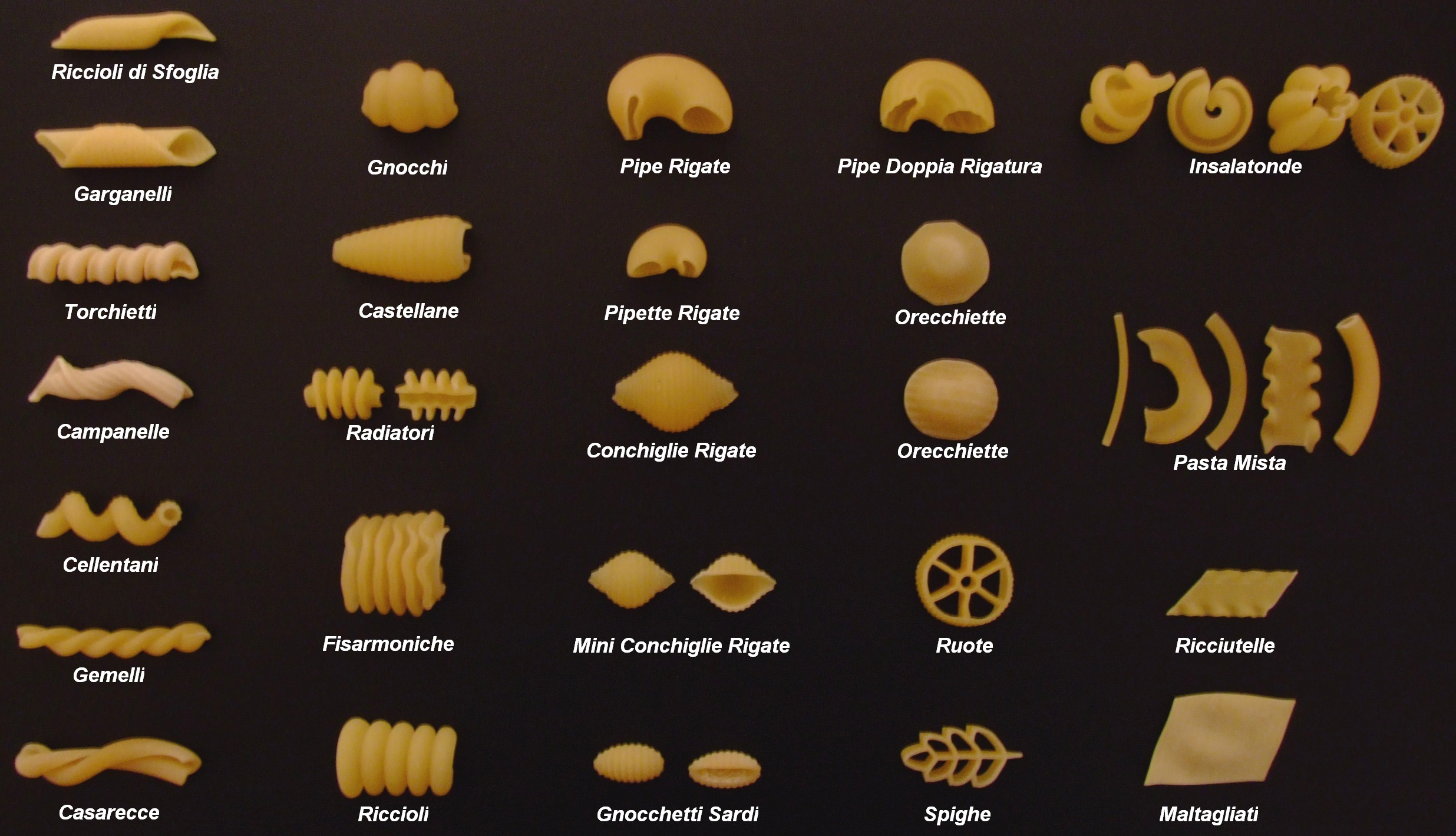
짧은 파스타

- 그라미냐
- 뇨키
- 디스키 볼란티
- 라디아토리
- 란테르네
- 로리기타스
- 로텔레
- 로티니
- 루마케
- 말로레두스
- 말탈리아티
- 메리콘다
- 사냐렐리
- 스트라시나티
- 스트로차프레티
- 아넬레티
- 아넬리
- 오레키에테
- 제멜리
- 첸초니
- 카바텔리
- 카사레체
- 캄파넬레
- 코르제티
- 콘킬리에
- 테스타롤리
- 트로피에
- 파르마티에디
- 파르팔레
- 파사텔리
- 파코체
- 파타쿠치
- 푸실리
- 피오리
- 피페

#### 수프용 파스타

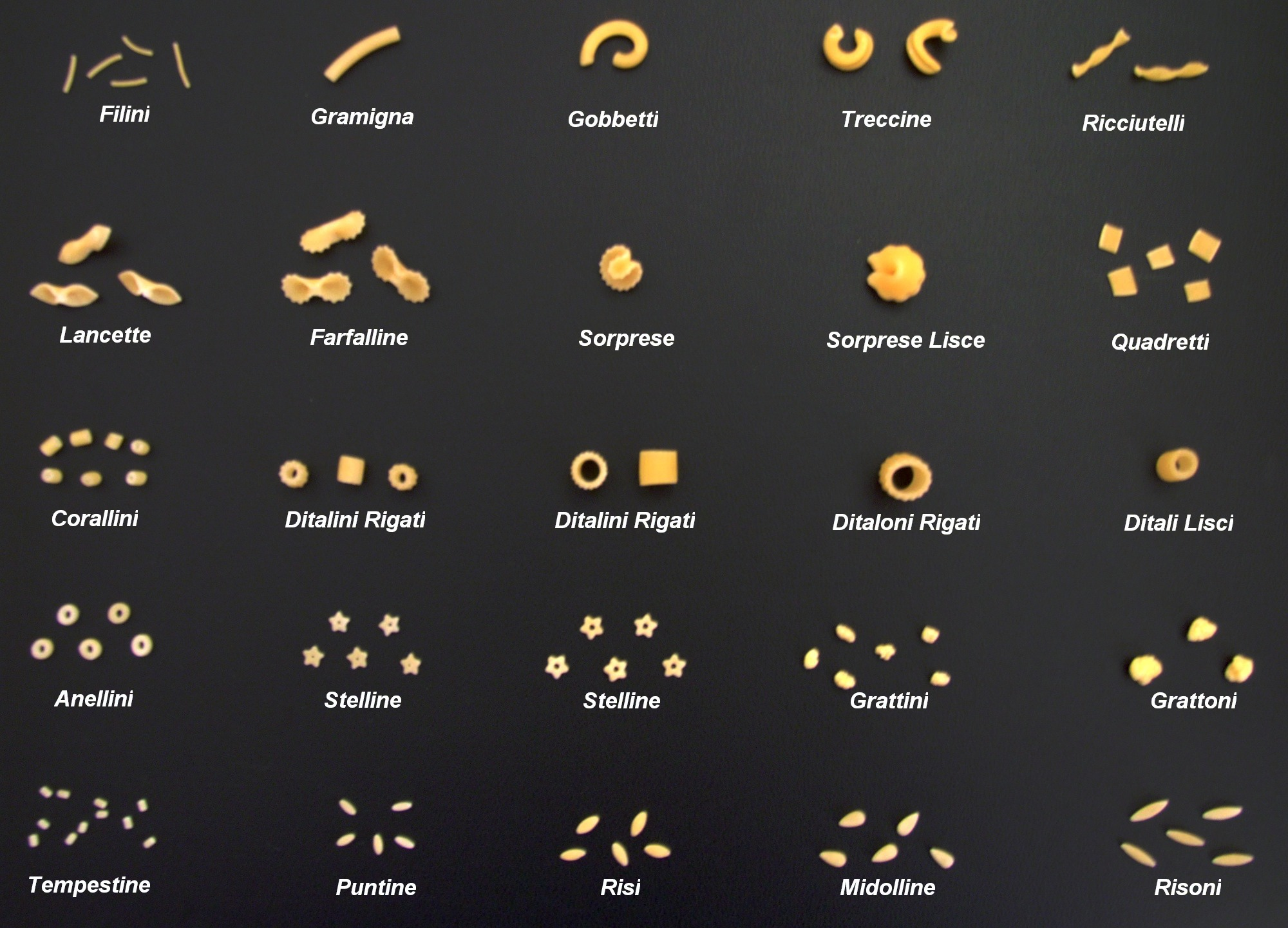
수프용 파스티나

- 그라티니
- 디탈리
- 만프리골리
- 스텔리네
- 아치니 디 페페
- 오르조
- 프레굴라

#### 소를 넣은 파스타
- 가타핀
- 라비올리
- 마루비니
- 메제루네
- 스카르피노치
- 아놀리니
- 아뇰로티
- 아뇰리니
- 차르송스
- 카손첼리
- 카펠라치
- 카펠레티
- 쿨루르조네
- 토르텔로니
- 토르텔리
- 토르텔리니
- 파고티니
- 판소티

## 요리
이탈리아 요리에서 파스타는 물에 삶은 다음 소스를 곁들여 내는 파스타 아시우타(이탈리아어: pasta asciutta), 수프 그릇에 국물과 함께 담아 내는 파스타 인 브로도(이탈리아어: pasta in brodo), 오븐에 구워 조리하는 파스타 알 포르노(이탈리아어: pasta al forno) 등의 방식으로 조리한다. 파스타 샐러드를 먹기도 한다.
건파스타는 소스를 얹었을 때 소스가 면에 묻혀 있으며, 견고하고 거친 구조이기 때문에 올리브 오일을 베이스로 한 가벼운 토마토 소스, 야채소스, 해산물 소스와 어울린다. 생파스타는 소스를 흡수한다. 버터나 진한 우유, 크림을 베이스로 한 해산물, 육류, 야채 소스와 어울린다. 가늘고 긴 파스타에는 가벼운 소스가, 두껍거나 넓적한 파스타에는 육류 등을 사용한 무거운 소스가 어울리며, 가운데 구멍이 있거나 복잡한 모양의 파스타에는 걸쭉한 소스를 곁들인다.
이탈리아 북부에서는 페스토, 라구 볼로녜세 등을 중부에서는 아마트리차나, 카르보나라 등을, 남부에서는 아라비아타나 알리오 올리오 등을 즐겨 먹는다.
파스타 소스에 쓰는 육수로는 닭육수와 조개육수가 흔히 사용된다.
허브나 향신료는 파스타에 풍미를 더해주고 여러 가지 잡냄새를 제거해주기 때문에 오래전부터 사용되어 왔다. 차이브, 딜, 처빌, 애플민트, 파슬리, 계피, 페페론치노, 정향, 오레가노, 통후추, 피클링 스파이스, 쿠민, 육두구, 로즈메리, 타임, 마조람, 바질 등이 대표적이다.

## 사진

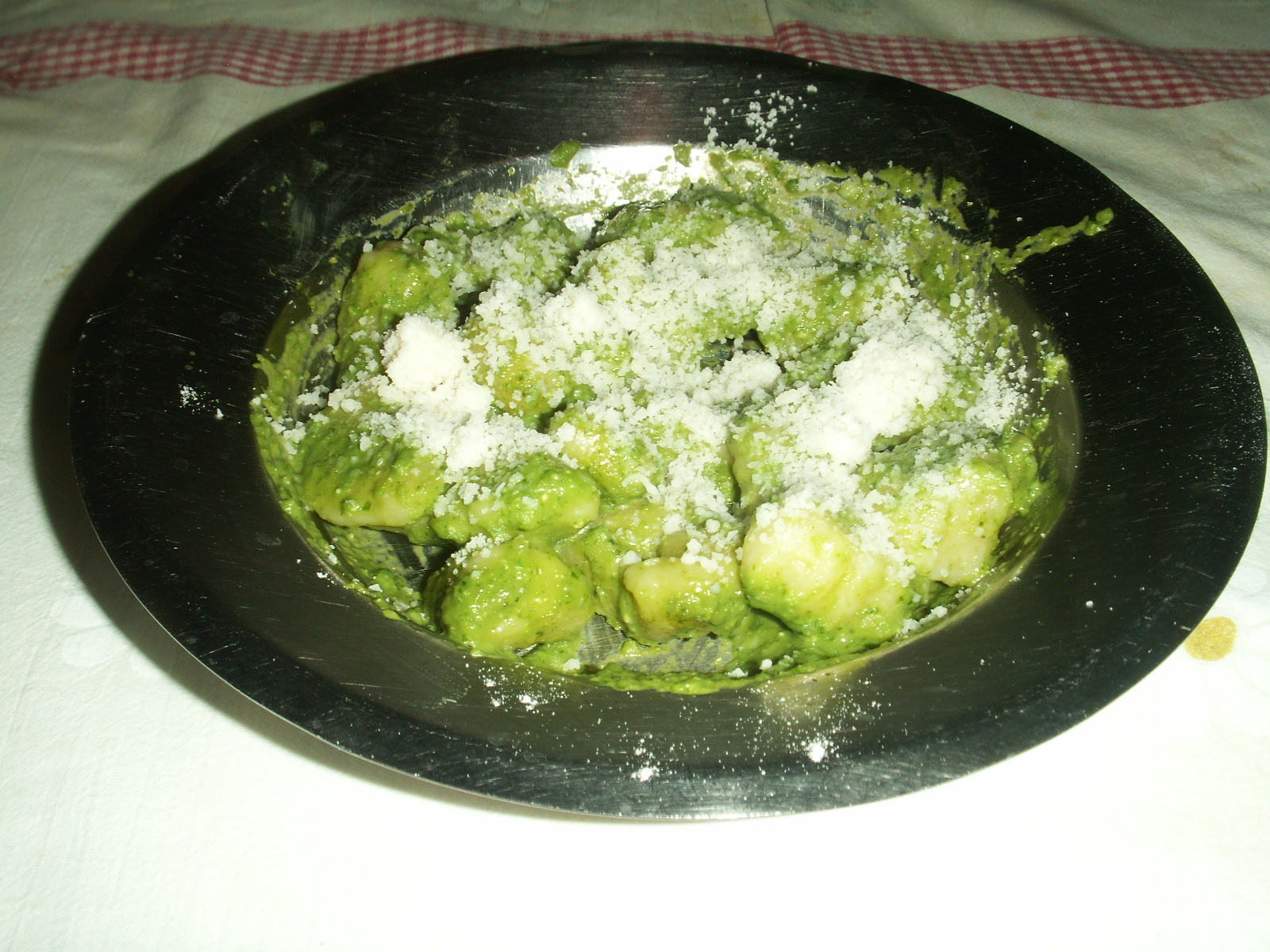
뇨키 알 페스토
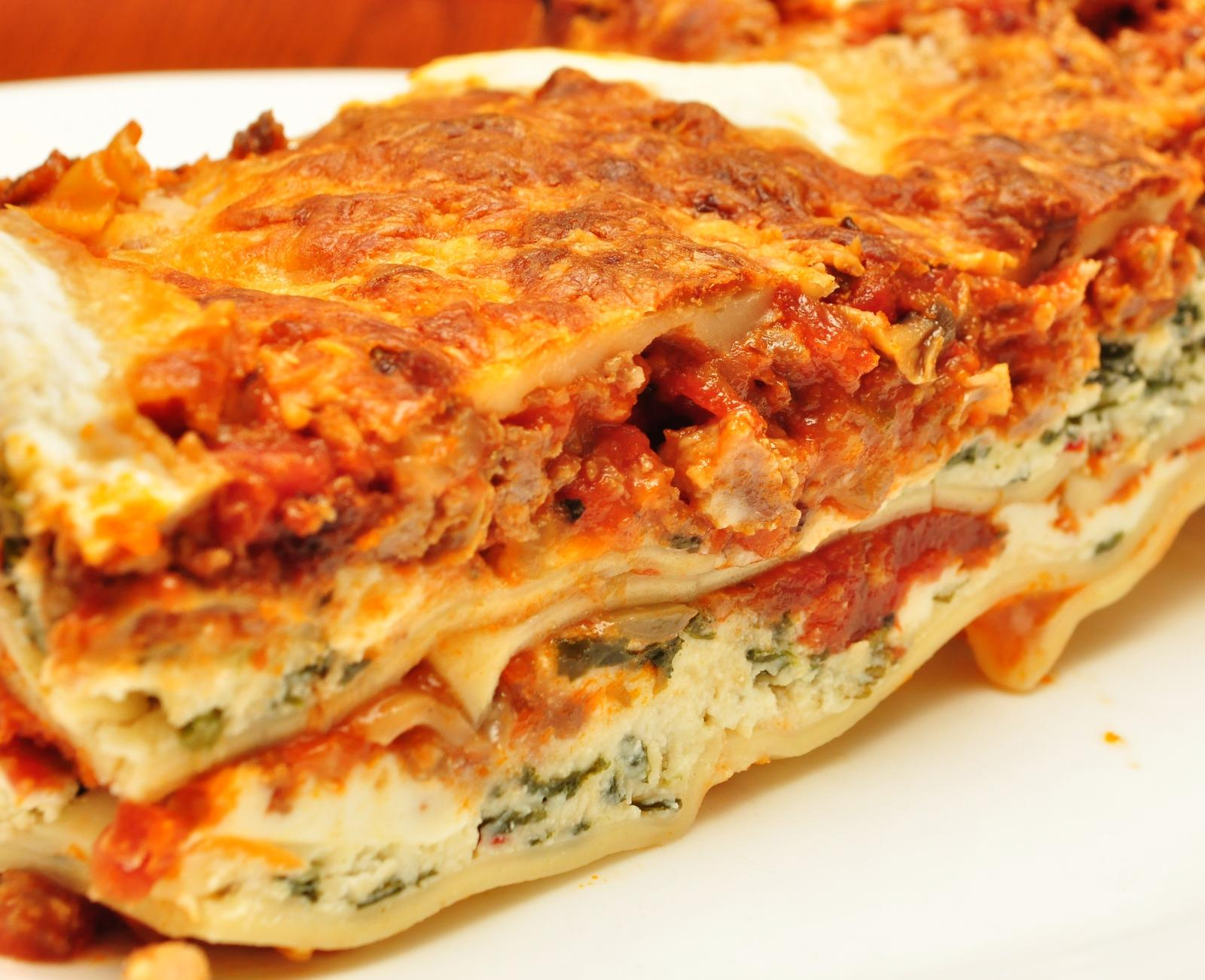
라사녜 알 포르노
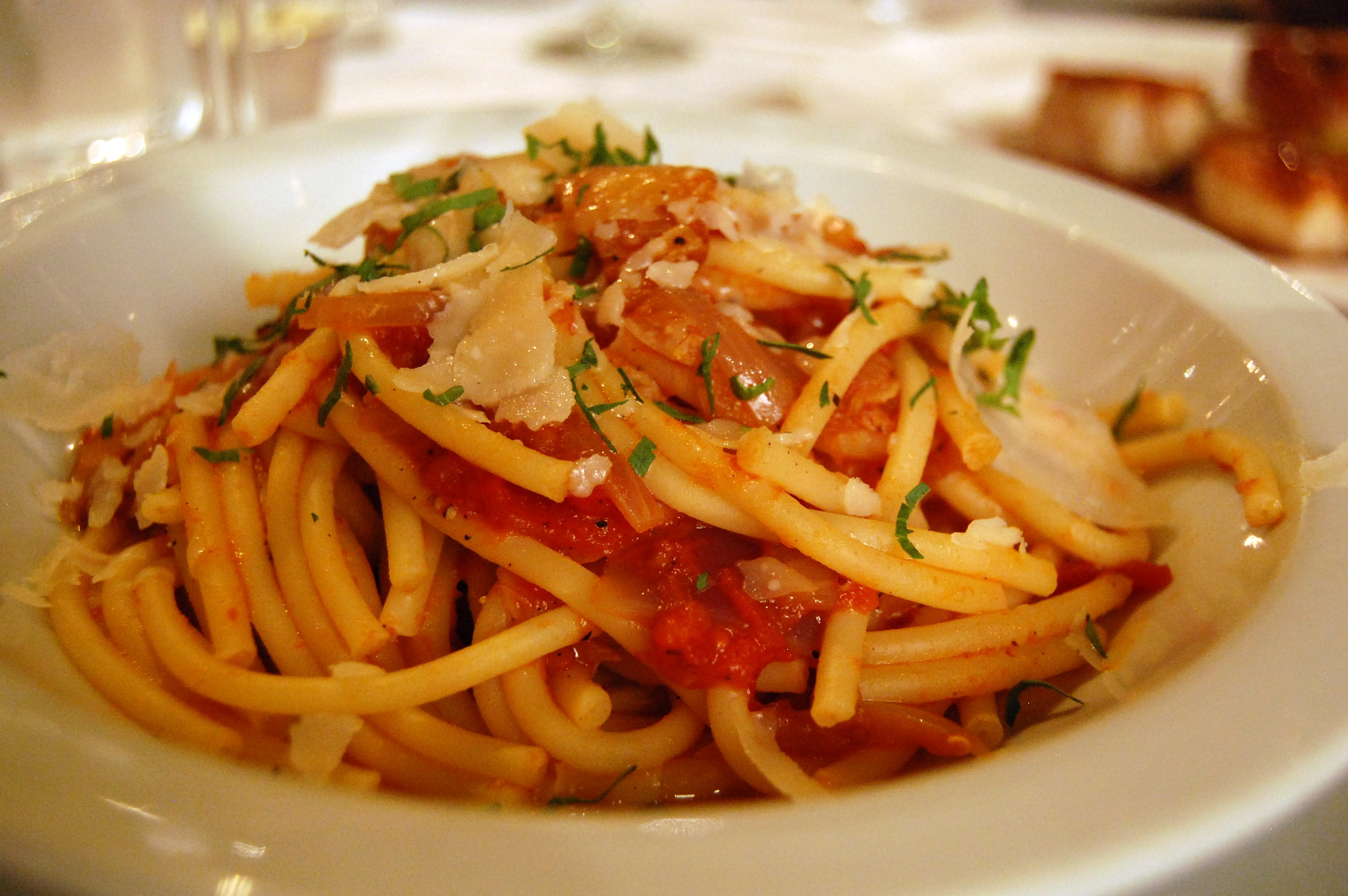
부카티니 알아마트리차나
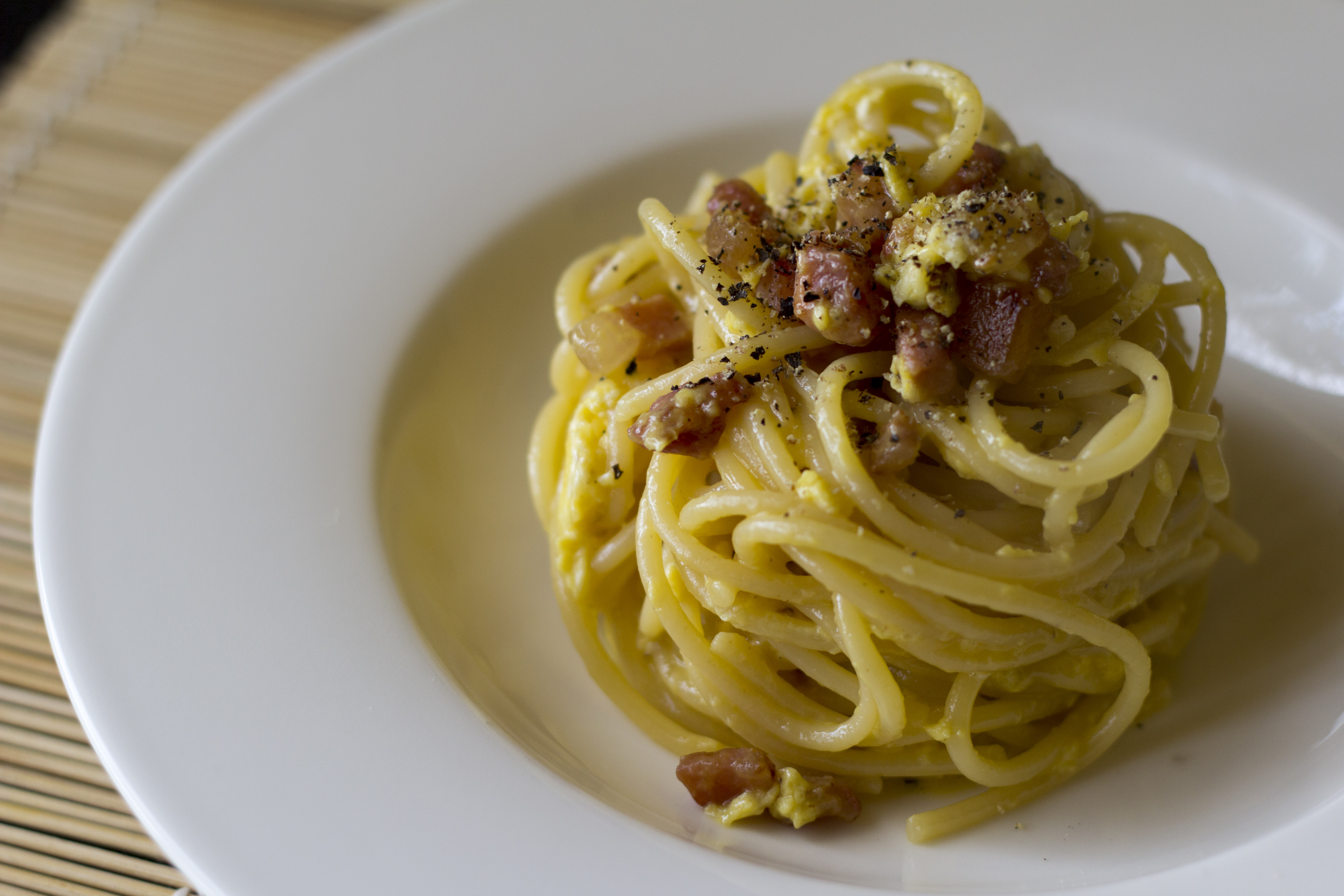
스파게티 알라 카르보나라
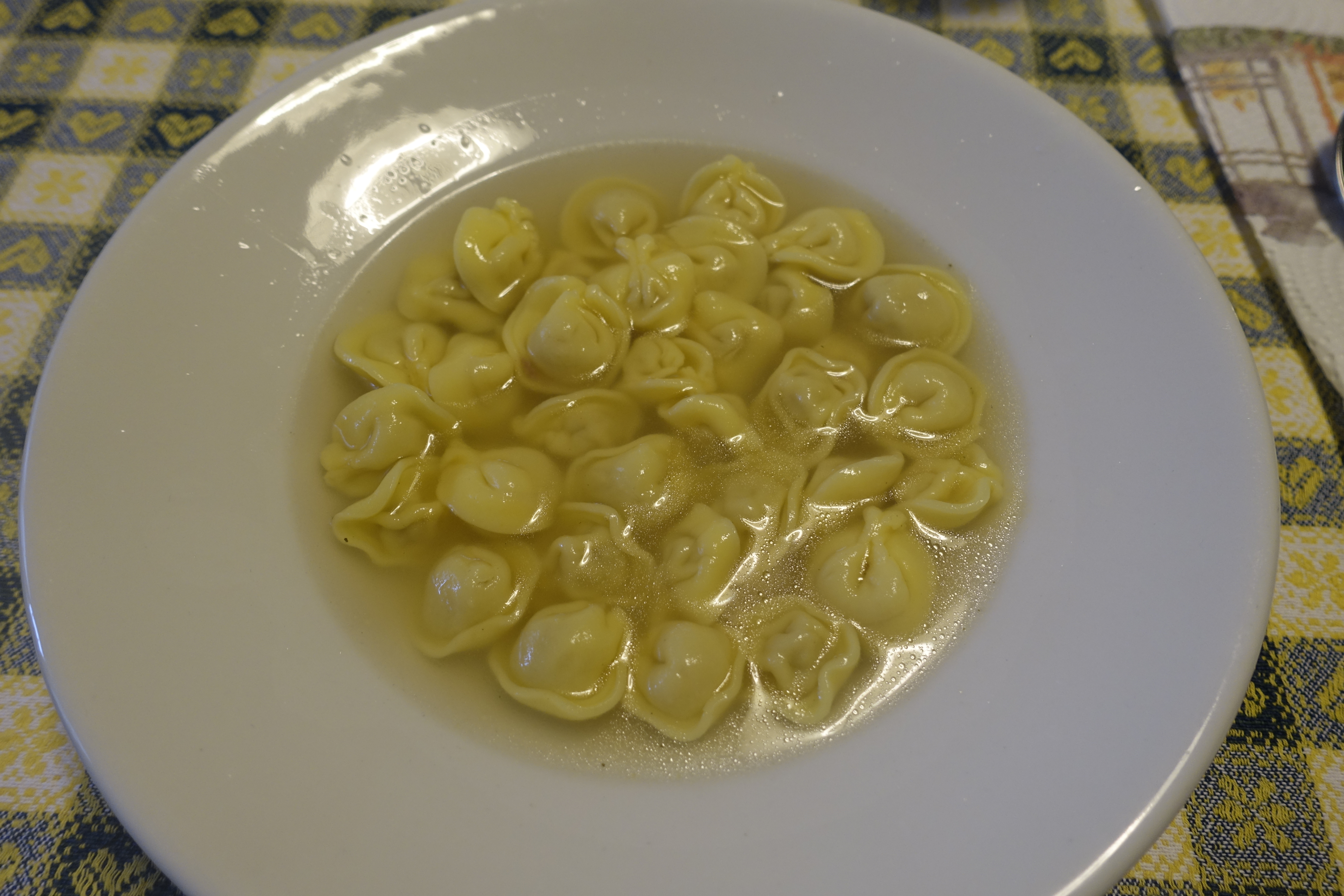
토르텔리니 인 브로도

## 같이 보기
- 국수